# تاكاو إيشيما
تاكاو إيشيما (باليابانية: 石間 崇生) (21 يونيو 1980 في شيزوكا في اليابان – )؛ هو لاعب كرة قدم سابق كان يلعب كلاعب وسط.